# Арсанукаев, Магомед-Башир
Магомед-Башир-Хаджи Арсанукаев (чечен. Арсанукаев Мохьмад-Башир-Хьаьжа; 10 марта 1913, Алхан-Юрт, Грозненский округ, Терская область — 14 марта 1998, Алхан-Юрт, Урус-Мартановский район, Чечня) — чеченский религиозный и общественный деятель, богослов, первый муфтий Чечни постсоветского периода.

## Биография
Родился в селении Алхан-Юрт в семье известного богослова Тасу-муллы (1880-1943), который учился у Ибрагима-Хаджи Гойтинского и Хаки-муллы Урус-Мартановского. В начале 1920-х годов Тасу стал имамом мечети в Алхан-Юрте, позже несколько лет был имамом в Насыр-Корте. Затем он вернулся в родное село и основал здесь медресе (чечен. Тасу жуьжар), где и проходил обучение Магомед-Башир.
В феврале 1935 года отец Магомед-Башира был арестован, обвинен в кулачестве и вместе с семьей сослан в Узбекистан. В конце 1936 года семье Арсанукаевых разрешили вернуться домой. Магомед-Башир стал работать учителем начальных классов в Алхан-Юртовской школе. В 1938 году Магомед-Башир и Тасу-мулла снова были арестованы чекистами якобы за то, что они самовольно покинули место ссылки, хотя у них имелись документы, подтверждающие их освобождение. Магомед-Башира осудили на три года и отправили в Мурманск, а Тасу-муллу осудили на два года и оставили в Грозненской колонии.
Магомед-Башир-Хаджи был хорошо известен в мусульманском мире, находился в переписке с богословом Ахмадом Кафтаром из Дамаска и теологом из Иордании Абдул-Баки Джамо. Он пять раз совершил паломничество в Мекку и Медину.
14 октября 1991 года Советом имамов Чечни избран главой Духовного управления мусульман Чеченской Республики. После обретения Чечней независимости новые власти обвинили Арсанукаева в политической пассивности. Параллельно духовному управлению мусульман во главе с муфтием появился конкурирующий комитет по делам исламской религии при президенте Чечни во главе с Алсабековым. В 1992 году Арсанукаев покидает должность муфтия, оставшись в положении духовного лидера. Зелимхан Яндарбиев обвинил Арсанукаева и его сторонников из тариката накшбандия в попытке заговора с целью свержения Джохара Дудаева.
В отношении Первой чеченской войны он занял нейтральную позицию, осудив как режим Дудаева, так и федеральные силы. После отъезда за границу на лечение в 1994 году обязанности муфтия стал выполнять его заместитель Ахмад Кадыров.
Умер 14 марта 1998 года в Алхан-Юрте.
Именем Арсанукаева названа мечеть в его родном селе.